# Rochelle, Georgia
Rochelle är en ort i Wilcox County i Georgia. Vid 2020 års folkräkning hade Rochelle 1 167 invånare.

## Kända personer från Rochelle
- Alfonzo Dennard, utövare av amerikansk fotboll